# Leonard Mirman
Leonard Jay Mirman (* 19. März 1940 in New York City; † 6. September 2017) war ein US-amerikanischer Mathematiker und Wirtschaftswissenschaftler. Der Schwerpunkt seiner Arbeit lag im Bereich der Ökonometrie in der Entwicklung und Anwendung mathematischer Modell für volkswirtschaftliche Zusammenhänge.

## Leben
Mirman graduierte 1963 als Bachelor of Arts in Mathematik am Brooklyn College. Anschließend wechselte er an die New York University, die er zwei Jahre später als Master of Science verließ. An der University of Rochester begann er im Anschluss ein Studium der Wirtschaftswissenschaften, das er 1968 ebenfalls als Master of Science beendete. 1970 erhielt er an der Universität seinen Ph.D.-Abschluss. Später lehrte er an der Cornell University, der University of Massachusetts und der University of Illinois, ehe er an die University of Virginia berufen wurde.
Mirman tat sich insbesondere in der mathematischen Beschreibung volkswirtschaftlicher Zusammenhänge hervor. Dabei war er maßgeblich an der Entwicklung verschiedener Modellansätze zur Beschreibung wirtschaftlicher Zusammenhänge beteiligt. Insbesondere in Zusammenarbeit mit einerseits William Brock und andererseits David Levhari gelangen ihm bedeutende Ansätze:
In Rochester kam Mirman erstmals mit Brock in Kontakt. Gemeinsam setzten sie sich mit dem 1928 von Frank Plumpton Ramsey in seiner Arbeit „A mathematical theory of saving“ initiierten neoklassischen Modell zum Wirtschaftswachstum auseinander, das von Tjalling Koopmans und David Cass in den 1960er Jahren weiterentwickelt worden war. Sie ergänzten den Modellansatz um Entscheidungen unter Ungewissheit. Für die Fortführung dieses 1972 in zwei Aufsätzen veröffentlichten Modells hinsichtlich realwirtschaftlicher Konjunkturzyklen erhielten Edward C. Prescott und Finn E. Kydland 2004 den Wirtschaftsnobelpreis.
1980 veröffentlichten Mirman und Levhari einen Artikel unter dem Titel „The Great Fish War: An Example Using a Dynamic Cournot-Nash Solution“. Unter Verwendung spieltheoretischer Ansätze zeigten die beiden Autoren, dass bei Konflikten nicht-kooperativer Teilnehmer zwei Effekte auftreten. Neben der Berücksichtigung der Strategie des jeweils anderen und dem daraus resultierenden Nash-Gleichgewicht haben die zusammengenommenen Strategien auch Einfluss auf die Entwicklung der zugrunde liegenden Population. Im Text auf eine Fischpopulation angewendet, lassen sich die Ergebnisse auf andere ökonomische Problemfelder wie makroökonomische Stabilisierung oder bei mangelndem Wettbewerb anwenden.